# Олівер Геєр
О́лівер Ге́єр (дан. Oliver Højer; нар. 24 січня 2007) — данський футболіст, півзахисник клубу «Копенгаген».

## Клубна кар'єра
Вихованець академії футбольного клубу «Копенгаген». 22 січня 2024 року продовжив контракт з клубом до 2026 року.
15 липня 2024 року переведений до першої команди «Копенгагена». 25 липня дебютував за основний склад «Копенгагена» в поєдинку кваліфікації Ліги конференцій УЄФА проти гібралтарського клубу «Мегпайс». 1 серпня того ж року в матчі-відповіді проти «Мегпайс» забив свій перший гол в професіональній кар'єрі. 11 серпня в поєдинку проти «Сеннер'юска» дебютував у Суперлізі, замінивши Мохамеда Ельюнуссі.
24 січня 2025 року продовжив контракт з «Копенгагеном» до 2029 року. В своєму дебютному сезоні допоміг команді зробити «золотий» дубль: виграти Суперлігу та здобути Кубок Данії.

## Кар'єра в збірній
Виступав за збірні Данії до 16 і до 17, до 18 і до 19 років. У травні 2024 року потрапив в заявку збірної до 17 років на юнацький чемпіонат Європи на Кіпрі. На турнірі провів усі 5 матчів, а данці дійшли до півфіналу, поступившись італійцям.

## Особисте життя
Син Ларса Геєра, в минулому — гравця «Копенгагена» і збірної Данії. Його старший брат, Каспер, також професіональний футболіст.

## Статистика виступів
Станом на 15 грудня 2024
| Клуб              | Сезон             | Чемпіонат         | Чемпіонат | Чемпіонат | Кубок | Кубок | Єврокубки | Єврокубки | Інші  | Інші | Всього | Всього | Всього |
| Клуб              | Сезон             | Дивізіон          | Матчі     | Голи      | Матчі | Голи  | Матчі     | Голи      | Матчі | Голи | Матчі  | Голи   |        |
| ----------------- | ----------------- | ----------------- | --------- | --------- | ----- | ----- | --------- | --------- | ----- | ---- | ------ | ------ | ------ |
| Копенгаген        | 2024–25           | Суперліга         | 2         | 0         | 1     | 0     | 3         | 1         | —     | —    | 6      | 1      |        |
| Всього за кар'єру | Всього за кар'єру | Всього за кар'єру | 2         | 0         | 1     | 0     | 3         | 1         | 0     | 0    | 6      | 1      |        |

1. ↑  Матчі в Лізі конференцій УЄФА

## Досягнення
«Копенгаген»
- Чемпіон Данії: 2024–25[19]
- Володар Кубка Данії: 2024–25[20]